# Creed (groupe)
Pour les articles homonymes, voir Creed.
Creed est un groupe américain de rock originaire de Tallahassee, en Floride. Formé en 1995, il se composait de Scott Stapp (chanteur), Mark Tremonti (guitariste), Scott Phillips (batteur) et Brian Marshall (bassiste). Le groupe se sépare une première fois en 2004, puis se reforme une deuxième fois en 2009 avant de se séparer de nouveau en 2012.
Populaire à la fin des années 1990 et au début des années 2000, le groupe compte trois albums consécutivement certifiés disque de platine, dont un certifié disque de diamant par la RIAA. Creed compte plus de 28 millions d'exemplaires vendus aux États-Unis et plus de 53 millions d'albums à l'international, devenant ainsi le neuvième meilleur groupe des années 2000. Creed est souvent reconnu comme l'un des groupes les plus importants du mouvement post-grunge à la fin des années 1990.

## Historique

### Débuts et succès (1993–1998)
Les origines de Creed remontent en 1993 à Tallahassee, en Floride. Les membres fondateurs, le chanteur Scott Stapp et le guitariste Mark Tremonti sont des amis et camarades de la Florida State University. En se revoyant, Stapp et Tremonti réalisent qu'ils partagent un intérêt commun de l'écriture musicale. Après une enfance imprégnée de religion dans une école chrétienne, ils semblent tenter de concilier à travers leur musique les difficultés de la vie avec les valeurs traditionnelles chrétiennes. Ils recrutent ensuite le guitariste Brian Brasher, le bassiste Brian Marshall, et le batteur Scott Phillips pour former un quintette. À la fin 1995, le guitariste Brian Brasher quitte le groupe. Creed décidera de rester en quatuor.
La sortie de leur premier album, My Own Prison, est salué par la critique anglo-saxonne notamment aux États-Unis et au Canada, avec le single-titre en tête de pont qui fait une entrée dans les charts après avoir commencé à être passé en Heavy Rotation sur les radios (alors même que l'album n'était pas complètement achevé). Cependant la critique s'éveille également en fustigeant en Creed la façon de chanter rappelant Eddie Vedder de Pearl Jam, les mélodies alternatives rappelant Nirvana, et les thématiques morales qui restent pour une frange autoproclamée underground de la critique rock,. La chanson My Own Prison est incluse comme enregistrement live sur l'album Live in the X Lounge. Le groupe reprend la chanson d'Alice Cooper I'm Eighteen pour la bande-son du film The Faculty en 1998.

### Nouveaux albums et séparation (1999–2004)
L'album suivant, Human Clay, assied la renommée du groupe en établissant définitivement son style, avec les tubes Higher, Inside Us All, ou With Arm Wide Open, qui sera très diffusé après les attentats du 11 septembre 2001 aux États-Unis. Stapp collabore également à ce moment avec le groupe des Doors et enregistre quelques chansons comme chanteur. Stapp sombre peu à peu dans une dépression qu'il tente de maquiller, et qui, non reconnue en tant que telle, est très mal vécue par la critique, et pire, par les membres du groupe eux-mêmes. 
En 2001 sort Weathered qui bénéficie également d'une reconnaissance par le public, la critique et les médias, notamment à travers les titres My Sacrifice, Weathered, Don't Stop Dancing, et Bullets. Alors que pour les fans Creed est au sommet de sa gloire, Stapp sombre de plus en plus dans l'isolement et la dépression, entretenus par sa difficulté à gérer la critique intensifiée par l'exposition médiatique du groupe et son entrée de facto dans le Mainstream, et par l'aboulie consécutive à son humeur. La place de leader laissée vacante par Stapp du fait de ses difficultés émotionnelles est prise par Tremonti qui décide donc de splitter le groupe.
En 2004, le groupe se sépare à l'initiative de Mark Tremonti, qui souhaite libérer sa créativité à la fois de l'étiquette de rock chrétien et des sautes d'humeur du chanteur et ex-leader du groupe Scott Stapp, plongé dans une profonde dépression aggravée par une prise massive de corticoïdes afin de préserver sa voix sévèrement mise à l'épreuve par les tournées du groupe. Menés par Mark, les autres membres du groupe forment Alter Bridge avec Myles Kennedy comme nouveau chanteur, tandis que Scott Stapp participe à la bande originale de La Passion du Christ de Mel Gibson et se lance dans une carrière solo.

### Retour et deuxième séparation (2009–2013)
Depuis 2004, Tremonti promettait de ne plus jamais reformer Creed. Cependant, le 27 avril 2009, un message sur le site web officiel de Creed annonce un retour en concert et un nouvel album. Lors d'un entretien au magazine People, Stapp explique que ce retour est plus qu'une « renaissance ».
En juin 2009, Creed joue avec Marshall à la basse pour la première fois en neuf ans aux Sessions@AOL. Le groupe joue aussi en live sur Fox and Friends le 26 juin 2009. Leur tournée de réunion, avec le guitariste Eric Friedman, s'effectue du 6 au 20 août. Full Circle, le premier album de Creed en huit ans, est publié le 27 octobre 2009. Le premier single issu de Full Circle, Overcome, est posté le 19 août sur leur site web. Le deuxième single, Rain, est diffusé sur les chaines de radio le 23 septembre et publié le 6 octobre en téléchargement payant. Le 25 septembre 2009, Creed joue un concert à Houston, Texas, qui est enregistré via un live Internet, et publié le 8 décembre 2010 sous le titre Creed Live.
Creed travaille sur un cinquième album entre 2011 et 2012. Une tournée est aussi annoncée pendant laquelle ils joueront leurs deux premiers albums, My Own Prison et Human Clay, en deux nuits. La tournée se fait en deux concerts, les 12 et 13 avril 2012, au Chicago Theatre de Chicago, dans l'Illinois. Ils jouent aussi en Amérique du Sud et en Indonésie,.
En octobre 2013, Stapp révèle que leur cinquième album est terminé. Cependant, le projet est abandonné, Stapp n'en connaissant pas les raisons. Stapp révèle plus tard que Tremonti s'était emparé de la direction créative et était en désaccord avec lui. Malgré ces divergences, Stapp maintient que Creed est « toujours un groupe »,.

## Membres

### Derniers membres
- Scott Stapp – chant (1993–2004, 2009–2012)
- Mark Tremonti – guitare, chant (1993–2004, 2009–2012) ; basse sur Weathered
- Scott Phillips – batterie, percussions (1993–2004, 2009–2012) ; claviers sur Weathered
- Brian Marshall – basse (1993–2000, 2009–2012)

### Anciens membres
- Brian Brasher – guitare rythmique (1993–1995)

### Membres de tournée
- Brett Hestla – basse, chœurs (2000–2004)
- Eric Friedman – guitare rythmique, chœurs (2009–2012)